# Alessandro Petacchi
Alessandro Petacchi (født 3. januar 1974 i La Spezia) er en italiensk tidligere cykelrytter, og blev i perioder regnet som en af verdens stærkeste sprintere. Petacchis professionelle karriere startede på Scrigno-Blue Storm holdet i 1996 og sluttede den 23. april 2013 på Lampre-Merida, da han på holdets hjemmeside bekendtgjorde at han stoppede karrieren.

## Meritter
Han blev professionel i 1996, men de første år vandt han bare sprinteretaper i mindre løb. Det store gennembrud kom i 2003. Efter talrige sejre i forårssæsonen blev han den tredje cykelrytter nogensinde som vandt etapesejre i GT-løbene samme år: Seks etaper i Giro d'Italia, fire i Tour de France og seks i Vuelta a España.
I 2004 fortsatte Petacchi sin sejrsgang, han satte ny rekord for Giro d'Italia med ni etapesejre. Han blev uden etapesejre i Tour de France dette år, men kom tilbage med fire sejre i Vuelta a España.

## Hold
Petacchi har cyklet for Fassa Bortolo siden 2000. Men da Fassa Bortolo blev opløst i 2006 gik han til Team Milram. I Giro d'Italia 2007 afleverede han en positiv dopingprøve. D. 6 maj 2008 blev han suspenderet fra Milram. Efter at have udstået dopingstraffen, kørte Petacchi et par år for det irske hold L.P.R. Brakes-Farnese Vini, og fra 2010 på Lampre-Farnese Vini, nu UAE Team Emirates XRG.
Det var på Lampre-Meridas hjemmeside, at Petacchi den 23. april 2013 offentliggjorde sin beslutning om at stoppe karrieren. Ved samme lejlighed skrev han, at han ser tilbage på sin karriere med tilfredshed, og gerne på sigt ser sig selv i en anden rolle i cykelverden.
Petacchis sidste sejr i UCI-regi blev på 5. etape af Bayern Rundfahrt i maj 2012. Og hans sidste professionelle cykkelløb blev Paris-Nice 2013.